# ناوشکن کلاس موراکامو
دیسترویر کلاس موراکامو (به انگلیسی: Murakumo-class destroyer) یک کلاس از کشتی است که طول آن ۶۳٫۲ متر (۲۰۷ فوت) می‌باشد.